# Железково (Новгородская область)
Железково — деревня в Боровичском муниципальном районе Новгородской области, административный центр Железковского сельского поселения.
Деревня расположена на Валдайской возвышенности, к югу от Боровичей.

## Экономика, инфраструктура и социальная сфера
Крупнейшее сельскохозяйственное предприятие — СПК «Решающий» (производстве молока, разведение крупного рогатого скота, выращивание кормов). Также близ Железкова планировалось возведение предприятия по переработке аккумуляторных батарей (ООО "Производственное предприятие «МЕТА-5»).
Есть также отделение связи «Железково» ФГУП «Почта России», МУУЧ «Железковская врачебная амбулатория», МДОУ «Детский сад д. Железково» и МОУ «Средняя общеобразовательная школа д. Железково», а 1 октября 2004 года в деревне был открыт дом-интернат для людей пожилого возраста и инвалидов. В Железкове есть сельский дом культуры, в нём действует вокальный ансамбль «Бабье лето».

## История
В 1880-х гг. помещицей Бутеневой, владелицей усадьбы Железково, был выстроен каменный храм, с колокольней, но освящён он был только в начале XX века (в честь иконы Казанской Божией Матери) — он стал главным соборным храмом основанной здесь Иоанно-Предтеченской пустыни.
Настоятелем пустыни был иеромонах Анатолий. Осенью 1908 года, в пустынь были торжественно перенесены частицы мощей святого апостола-евангелиста Луки и святого великомученика Прокопия. Известно, что в те времена, в Боровичах традиционно в праздник святых Кирилла и Мефодия проходил крестный ход в Железковскую пустынь. С 1918 года монастырь закрыли, здания были переданы основанной здесь детской колонии, а храм иконы Казанской Божией Матери стал приходским. В 1933 году было принято решение по строительству на прежней территории монастыря крупного свинарника, для его постройки Казанский соборный храм был полностью разобран на кирпич.